# Hiatèl·lids
Els hiatèl·lids (Hiatellidae) són una família de mol·luscs bivalves marins de l'ordre de Myoida. Les valves són generalment oblonges, irregulars, fines i acaben en vores arrodonides.

## Taxonomia
La família Hiatellidae inclou 26 espècies repartides en quatre gèneres:
- Cyrtodaria Reuss, 1801
- Hiatella Bosc, 1801
- Panomya Gray, 1857
- Panopea Menard, 1807